# Famille von Götzen
La famille von Götzen (également Goetzen ou Götz) est le nom d'une branche de la famille von Jeetze (de) venue en Prusse et appartenant à l'ancienne noblesse de l'Altmark.

## Histoire
La famille Jeetze est apparue pour la première fois dans un document en 1279 avec le chevalier Friedrich von Jeditz. La lignée familiale ininterrompue des von Götzen commence avec Niclas Götcze, en 1455 sur Bothkeim (de) avec Ditthausen et Götzlack (de), mercenaires de l'Ordre Teutonique. Après que certains membres de la famille soient entrés au service de l'empereur en tant que chefs de guerre pendant la guerre de Trente Ans, ils connaissent une ascension sociale et sont élevés au rang de baron impérial en 1633 et de comte impérial en 1635. À la suite de la conversion au catholicisme liée au diplôme impérial de noblesse, la famille se divise à partir de 1635 en une lignée catholique et une lignée protestante.

## Blason

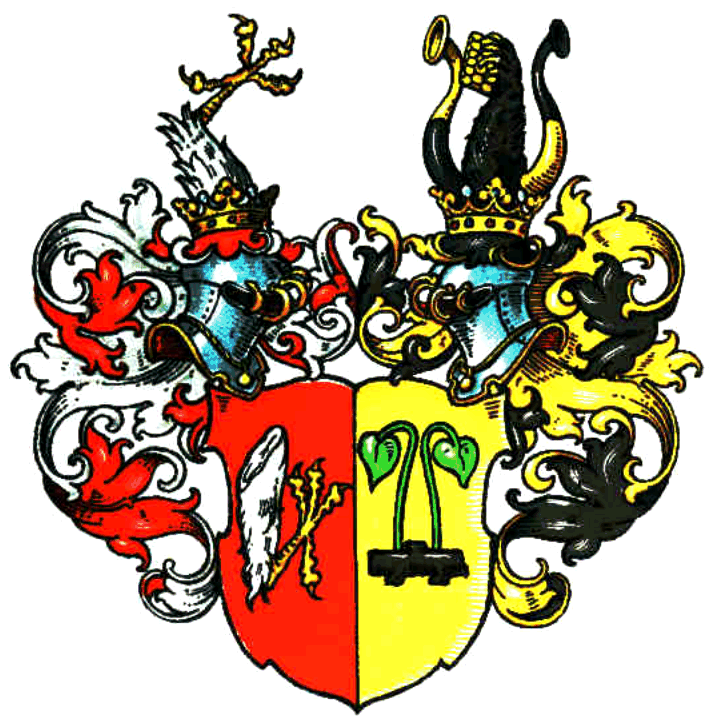
Armoiries de la famille von Götzen depuis 1670

Les armoiries montrent une griffe d'oiseau dorée à plumes d'argent érigée en rouge. Sur le casque avec des lambrequins rouges et argentées, une griffe d'oiseau tombée comme dans le bouclier.
Les armoiries, divisées depuis 1670, montrent à droite les armoiries du tronc et à gauche, d'or, une branche d'arbre noire transversale et tronquée, d'où poussent deux feuilles de tilleul vertes recourbées vers l'extérieur. (Armoiries des von Götzen de la Courlande). Deux casques, à droite le casque du tronc et à gauche le casque avec des couvertures noires et or, sur lequel est posée une patte d'ours noire tenant une tranche de miel d'or, entre deux cornes de buffle coupées en quatre d'or et de noir (Casque des von Götzen de la Marche).

## Lignée brandebourgeoise
- Friedrich von Götz(en) (1540-1595), intendant de Brunswick-Lunebourg et conseiller à Wolfenbüttel
- Sigismund von Götz(en) (de) (1576–1650), chancelier de Brandebourg
- Peter von Götz(en) auf Zehlendorf et Zülsdorf (mort en 1605), chanoine de Halberstadt marié avec Eva von Sampleben (morte en 1637)
  - Johann von Götzen (de) (1599-1645), général bavarois et impérial
  - Peter baron von Götzen (mort en 1638), frère du précédent, sergent général impérial
- Henning von Goetze (de) (mort en 1634), colonel brandebourgeois, commandant de régiment et commandant de forteresse
- Adolph von Goetze (de) (1610-1684), lieutenant général de l'infanterie de Brandebourg, gouverneur de la forteresse de Spandau et enfin gouverneur de Berlin
- Johann Christoph von Goetze (de) (1637–1703), lieutenant général prussien, gouverneur des forteresses de Custrin, Driesen et Oderberg (de) et héritier de Löhme, Weese, Brönicke, Wilmersdorf, Stadow et Wolkenberg.

## Ligne bohémienne catholique
- Sigismund (Siegmund) Friedrich von Götzen (1622–1661), fils du général impérial Johann von Götzen. Il fonde la lignée bohémienne catholique des comtes impériaux de Götzen. Chambelan royal impérial, évaluateur d'administrateur d'arrondissement dans le royaume de Bohême et général de division. Possède les dominions de Haid et Nekmíř en Bohême et les fiefs de Breitenbach et Pfaffendorf dans l'arrondissement d'Ebern (de). Est marié à Maria Isabella, fille d'Adam Erdmann Trčka von Lípa et Maximiliane von Harrach et laisse des fils:
  - Hans Siegmund
  - Hans Rudolf
  - Hans Franz

## Lignée catholique silésienne
- Johann Georg von Götzen (de) (1623–1679), second fils du général impérial Johann von Götzen. En tant que gouverneur du comté de Glatz, il fonde la lignée catholique silésienne des comtes impériaux de Götzen. Ses descendants :
  - Johann Ernst von Götzen (1667–1707) hérite des possessions de son père dans le comté de Glatz, y compris les fiefs. En 1690, il épouse Maria Franziska, comtesse de Liechtenstein-Kastelkorn (de) auf Teltsch, décédée en 1702. Dans son second mariage, il épouse Cecilia von Liechtenstein en 1707, probablement une parente de sa première femme. Acquisition des villages de Gabersdorf, Rothwaltersdorf, Mühldorf, Morischau et Wiltsch en plus des domaines hérités.
    - Franz Anton von Götzen (de) (1693–1738), fils du précédent ; acquiert la seigneurie d'Albendorf en 1715 et fait don de la nouvelle construction de l'église de pèlerinage d'Albendorf en 1716-1721
      - Johann Joseph (Leonhard) von Götzen (1727–1771), fils du précédent ; acquiert le domaine d'Obermärzdorf en plus des domaines hérités. Marié en 1748 à Maria Catharina von Breda, fille du comte impérial Johannes Wenzel von Breda auf Geiersberg. Le mariage étant resté sans enfant, Johann Joseph est le dernier descendant masculin de la lignée catholique silésienne. Sans les fiefs de Scharfeneck et Tuntschendorf, ses possessions dans le comté de Glatz sont d'abord héritées par ses trois sœurs et en 1780 par son neveu Anton Alexander von Magnis (de).

  - Johann Ignatius von Götzen (1670-1704), capitaine impérial et ancien de la principauté de Liegnitz ; hérite de la seigneurie de Kaltenstein dans la principauté de Liegnitz de sa belle-mère Apollonia von Hoditz (de). Comme son mariage avec Margaretha baronne von Unverzagt (de) est resté sans enfant, son frère aîné Johann Ernst hérite du domaine de Kaltenstein en 1704.

## Lignée protestante silésienne
Le comté de Glatz étant passé à la Prusse après les guerres de Silésie lors de la paix d'Hubertusburg en 1763, les deux domaines féodaux de Scharfeneck et de Tuntschendorf sont tombés aux mains de Frédéric le Grand après la mort de Johann Joseph von Götzen, le dernier descendant mâle de la lignée catholique, en 1771. Celui-ci offre les fiefs à son adjudant général
- Friedrich Wilhelm von Götzen l'Ancien (1734–1794), gouverneur du comté de Glatz. Il légue ses possessions d'Obersteine, Scharfeneck et Tuntschendorf à ses fils, qui sont élevés au rang héréditaire de comtes par Frédéric-Guillaume II en 1794 :
  - Adolf Sigismund von Götzen (de) (mort en 1847), directeur paysagiste
  - Friedrich Wilhelm von Götzen le Jeune (1767–1820), lieutenant général prussien et gouverneur de Silésie
- Gustav Adolf von Götzen (1866–1910), explorateur de l'Afrique de l'Est et gouverneur de l'Afrique orientale allemande. Il est un arrière-petit-fils de Friedrich Wilhelm von Götzen l'Ancien.

## Filiation actuelle des von Götz et von Götzen
Jusqu'à aujourd'hui, les von Götz sont représentés par deux branches. La branche de Götz-Litschen remonte à Friedrich von Götz (1755-1797). Le représentant le plus marquant est le major général royal saxon Karl Friedrich von Götz (1844-1920), marié à Anna von Gruben. La seconde branche des von Götz est la branche d'Hohenbocka, à commencer par Adolf von Götz (1762-1809). Hans von Götz-Hünerbein (de) (1832–1883) et son fils du même nom Hans von Götz-Hohenbocka (1863–1941) consolident la propriété du château de Hohenbocka. Le dernier propriétaire terrien jusqu'à la réforme agraire est Heinrich von Götz-Hohenbocka (1895-1974), marié à Marie-Agnes von Seidlitz und Ludwigsdorf. Leur fils Hans von Götz et son épouse Sabine von Tschirschky und Bögendorff reviennent dans leur ancienne patrie de Lusace après 1990. Il existe une autre lignée secondaire de la branche d'Hohenbocka avec des descendants par l'intermédiaire du major Georg von Götz (1875-1918), décoré du Pour le Mérite. Une autre branche se poursuit sous l'orthographe de Goetz et tient le domaine de Niemtsch pendant quelques années.
La famille von Götzen s'articule jusqu'au XXIe siècle autour de la branche de Postnicken, les branches ultérieures de la lignée d'Amalienruh. On y trouve notamment les généraux Artur von Götzen (1858-1939), chevalier de droit de l'ordre de Saint-Jean, ainsi que son frère August von Götzen (1862-1944), chevalier de l'ordre Pour le mérite.

## Autres membres notables de la famille
- Jobst Friedrich von Götzen (1608–1669), colonel électoral du Brandebourg et gouverneur de Memel[2]
- Johann (Hans) von Götzen, général bavarois impérial et électoral (comte en 1635), commandant en chef en Silésie et en Hongrie[3]
- Karl Ludwig von Götzen (1697–1746), administrateur prussien de l'arrondissement du Haut-Barnim [4]
  - Karl Ludwig von Goetzen (de) (1733–1789), général de division prussien, frère de Friedrich Wilhelm von Götzen l'Ancien.
- (? ) Georg Pavlovich von Goetzen (né vers 1767 en Lettonie (?); † 1821), 1778 cadet, 1785 lieutenant, 1803–1810 capitaine du cuirassé Moskva de la marine impériale russe, 1812 capitaine-commandant, 1813 dans l'état-major de la marine de l'empereur Alexander Ier, 1818 supérieur de Michael von Reineke (de) comme adjudant d'escadron.
- (? ) Victor Iourevitch von Goetzen (né en 1872 à Mitau et mort le 1er juin 1938 dans la région de Toula) ; Habitant de la ville de Kalouga, condamné et exécuté le 10 mai 1938 par le commissaire du peuple du ministère de l'intérieur de l'URSS, victime des purges staliniennes[5].